# Concha Hernández
Concepción Hernández Hernández (Cabezas del Villar, Ávila, 13 de marzo de 1958), conocida como Concha Hernández es una gestora cultural española fundadora y directora del festival Ellas Crean desde el año de su fundación.

## Trayectoria profesional
Se licenció en Historia del Arte en la Universidad Complutense de Madrid en el año 1983. Amplió sus estudios realizando un Master de locución en radio y televisión, además diversificó su formación y cursó estudios de Diseño de Moda en la Escuela de Artes Aplicadas y Oficios Artísticos.  Durante sus estudios, los compaginó con diferentes trabajos como Jefa de prensa del Casino de Madrid y durante la segunda mitad de los años noventa dirigió la revista Trabajadora, de Comisiones Obreras.
Como gestora cultural, ha sido consejera técnica del Ayuntamiento de Madrid entre los años 2000 y 2004 y directora de Proyectos de la Empresa Municipal Promoción de Madrid, una de las primeras actividades fue organizar el homenaje al poeta  José Ángel Valente, Además de poner en marcha festivales multidisciplinares, tales como la Mostra Portuguesa y el festival  Emociona!!! o la enciclopedia Madrid siglo XX.
En 2004  empezó a trabajar como asesora de cultura en el Departamento de Educación y Cultura del Gabinete de la Presidencia del Gobierno de España, hasta 2011, en ese período fundó el festival Ellas Crean, festival que se realiza durante el mes de marzo con actividades múltiples, según sus palabras "Ellas Crean es una fiesta reivindicativa, pero, sobre todo, una fiesta de la cultura y una manera muy sana de dar la bienvenida a la primavera".
En 2010 coordinó las actividades culturales del programa oficial de la Presidencia Española de la Unión Europea.
De 2014 a 2018 dirigió el Centro Cultural Conde Duque de Madrid, donde se realizó el festival Ellas Crean. Posteriormente comenzó a trabajar en Proyectos Culturales de la empresa municipal Madrid Destino de Madrid, desde donde dirigió el Festival Internacional de Jazz de Madrid.
Ha sido jurado del Premio Nacional de Danza y del Premio Ojo Crítico de RNE en el año 2020.
Desde marzo del año 2024 es vocal del patronato de la Real Academia de España en Roma.

## Festival Ellas Crean
El festival multidisciplinar Ellas Crean lo fundó Hernández el año 2005 para celebrar durante el mes de marzo el mes de las mujeres. Ha celebrado la edición 18 en el año 2022, abordando el tema de la memoria y compromiso, en esta edición se dedicó  un recuerdo especial a la escritora española fallecida en el año 2022 Almudena Grandes, por su compromiso con la memoria histórica de España. Este festival, ha crecido considerablemente en sucesivas ediciones. Organizado por el Instituto de la Mujer del Ministerio de Igualdad, Ellas Crean 2022 contó con el apoyo de los Ministerios de Cultura y Deporte Español y el de Transición Ecológica y el Reto Demográfico, así como de diferentes instituciones como Casa América e Institut Français, instituciones que acogen en sus espacios una parte de la programación.

## Condecoraciones y Premios
Medalla al Mérito Civil, otorgada en 2005 por la organización de la programación cultural de la Cumbre Iberoamericana.
Caballero de la Orden de las Artes y las Letras de Francia, otorgado en 2016 por el Ministerio de Cultura francés, máxíma distinción de la cultura francesa.
Premio Guille 2008, por el apoyo a la música en vivo, otorgado por la Asociación de Salas de Música en Vivo de la Comunidad de Madrid.